# David Gandy
Pour les articles homonymes, voir Gandy.
David James Gandy (né le 19 février 1980 à Billericay, en Angleterre) est un mannequin anglais. Il a grandi dans le comté d'Essex dans une famille de classe moyenne. Après avoir remporté un concours de mannequins, il est devenu un modèle reconnu. Pendant plusieurs années, il a été l'égérie de la marque Dolce & Gabbana. Entre-temps, il a créé un blog pour le magazine Vogue et a écrit des articles pour le magazine, GQ.

## Biographie

### Débuts
Adolescent, David se prédestinait à devenir vétérinaire, mais ses notes scolaires n'étaient pas assez élevées pour étudier cette filière. Alors qu'il poursuivait ses études dans l'informatique, il a commencé à travailler pour la société Auto Express, où il délivrait des Porsche et des Jaguar. Avant même d'être diplômé de l'université du Gloucestershire avec un degré marketing, le colocataire du jeune homme l'a inscrit à un concours de mannequinat, This Morning. À 21 ans, David a remporté le concours et a signé un contrat avec l'agence Select Model Management à Londres.

### Carrière
Au début de sa carrière, David a posé pour Shiatzy Chen, 7 for all mankind, Zara, Gant, Hugo Boss, Russell & Bromley, H&M, Carolina Herrera, ou encore Massimo Dutti. En 2006, à l'âge de 26 ans, il devient l'égérie de la célèbre marque italienne, Dolce & Gabbana ; il a donc travaillé avec Gemma Ward, Scarlett Johansson, Gisele Bündchen, Naomi Campbell et Tony Ward,,.
David est plus connu pour avoir été l'égérie du parfum, "Light Blue" (de Dolce & Gabbana), en 2007. L'année suivante, il a posé pour leur calendrier. En 2010, il fut à nouveau élu égérie de la nouvelle version du parfum, "Light Blue". Il a également fait une publicité pour W Hotels avec Helena Christensen, intitulé Away We Stay.
En 2011, l'entreprise a publié un livre de 280 pages contenant des photos du jeune homme, intitulé "David Gandy by Dolce & Gabbana", afin de célébrer leurs cinq années de collaboration. Cette même année, il fut en couverture de quatre magazines différents et a participé à cinq éditions de séances photos. En 2012, après avoir été en couverture de seize magazines différents et de dix-huit séances photos différentes, David a posé pour Banana Republic, Lucky Brand Jeans, El Palacio de Hierro, et Marks & Spencer. Entre-temps, il fut élu ambassadeur de la marque, Blue Label, de Johnnie Walker.
En 2013, il fut à nouveau l'égérie de la troisième version de "Light Blue" (de Dolce & Gabbana). Bionda Castana, une styliste britannique de chaussures, a sorti un court-métrage avec le jeune homme, intitulé David Gandy's Goodnight, dans lequel David séduit plusieurs jeunes femmes lorsqu'elles se rendent compte qu'il a volé leurs chaussures. Mi-octobre 2013, il fut nommé "nouvelle égérie" de la marque SM Men's Fashion. En juin 2014, Marks and Spencer a annoncé que Gandy concevrait une ligne de sous-vêtements pour hommes intitulée "David Gandy pour Autograph." Le projet comprendra 28 pièces de vêtements, y compris un salon à l'usure.
En 2014 il apparaît dans le clip First Love de la chanteuse First Love (chanson de Jennifer Lopez)[source secondaire souhaitée].
En plus du mannequinat, il tient un blog pour le Vogue UK, rédige des articles sur les voitures pour le GQ britannique et développe des applications mobiles[source secondaire souhaitée]. 